# Max Unger (konstnär)

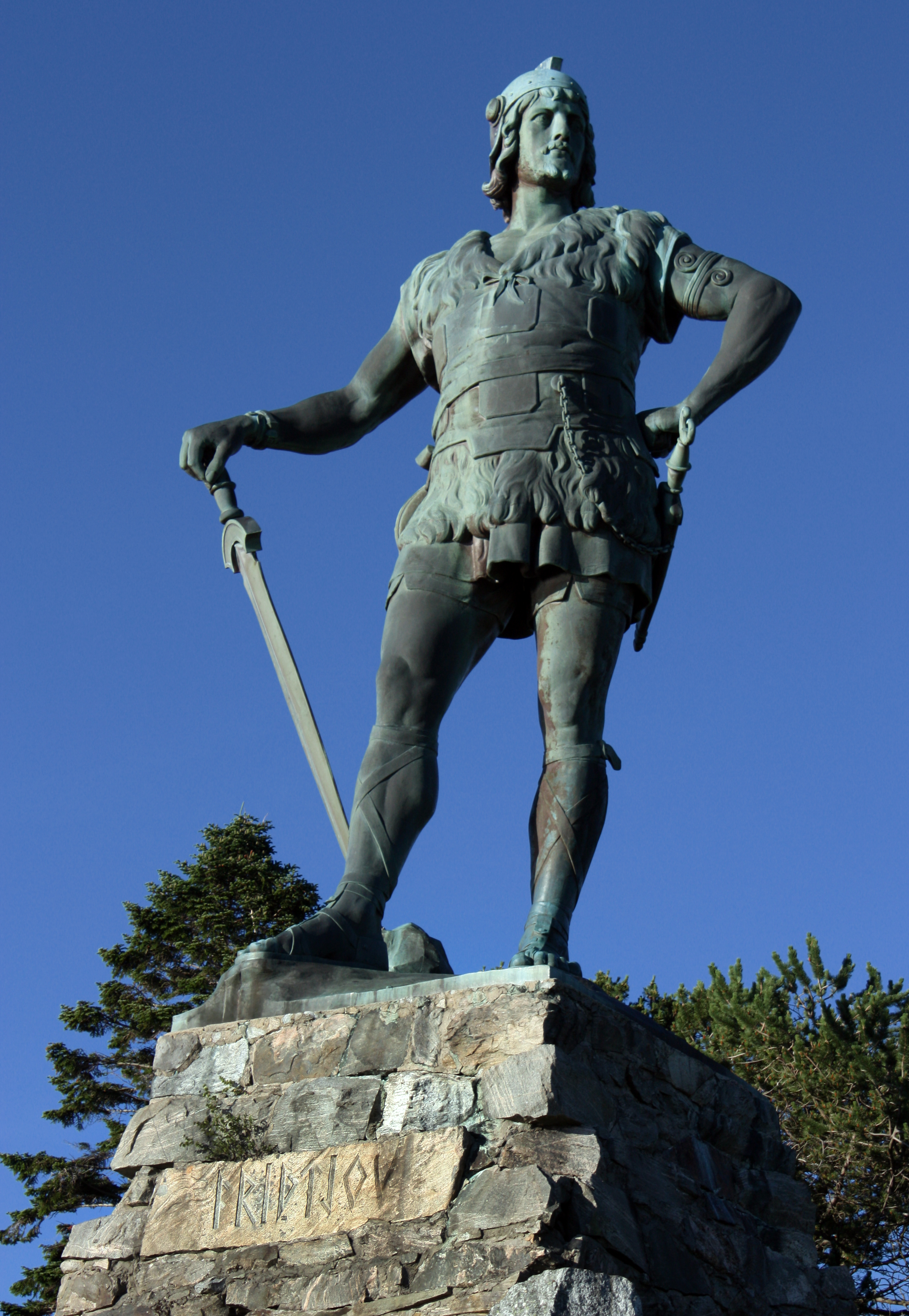
Max Ungers staty över Fritiof den djärve.

Max Unger, född den 26 januari 1854 i Berlin, död den 31 maj 1918 i Bad Kissingen, var en tysk skulptör.
Unger studerade vid Preussiska konstakademien i sin hemstad, vistades flera år i Italien, utförde Amazon till häst, Vilhelm I:s staty i Siegesallé, Bismarck i Ulm och bland annat den kolossalstaty av Fritiof den djärve, som kejsar Vilhelm II skänkte till norska staten och som 1913 uppställdes i Vangsnes vid Sognefjorden. 